# تيرانتشي
تيرانتشي هي قرية في مقاطعة خميني شهر، إيران. عدد سكان هذه القرية هو 2,750 في سنة 2006.